# Dodo Gad
Dodo Gad, all'anagrafe Maria Charlotte Gad (Copenaghen, 15 dicembre 1962), è una cantautrice danese.

## Biografia
Dodo Gad è salita alla ribalta nel 1986, quando ha cantato insieme a Henrik Stanley Møller e Frank Arnesen Re-Sepp-ten, l'inno ufficiale della nazionale di calcio della Danimarca al campionato mondiale di calcio 1986. Il singolo ha venduto più di 170 000 copie. Nello stesso anno ha fondato il gruppo Dodo and the Dodo's, il cui album di debutto ha venduto più di 160.000 dischi.
La cantante ha inoltre realizzato altri progetti da solista, il principale dei quali è stato l'album del 2011 DodoBennyBossa, che ha raggiunto la 26ª posizione della classifica danese.

## Discografia

### Album in studio
- 2011 – DodoBennyBossa

### Singoli
- 1986 – Re-Sepp-ten (con Henrik Stanley Møller e Frank Arnesen)
- 1996 – Tøsepiger
- 1998 – Vi vil ha' sejren i land